# Stawamus River
Stawamus River är ett vattendrag i Kanada.   Det ligger i Squamish-Lillooet Regional District och provinsen British Columbia, i den sydvästra delen av landet, 3 500 km väster om huvudstaden Ottawa.
Runt Stawamus River är det mycket glesbefolkat, med 6 invånare per kvadratkilometer.